# Zygoneura
Zygoneura is een muggengeslacht uit de familie van de rouwmuggen (Sciaridae).

## Soorten
- Z. calthae Tuomikoski, 1960
- Z. flavicoxa Johannsen, 1912
- Z. johannseni Shaw, 1941
- Z. sciarina Meigen, 1830